# Copa de Campeones de Liga Juvenil
Die Copa de Campeones de Liga Juvenil, meist kurz Copa de Campeones (zu Deutsch: Meisterpokal), ist im spanischen Fußball der höchste Vereinswettbewerb für Juniorenmannschaften (U-19) und ermittelt den Meister jeder Saison. Sie wird seit 1986/87 in wechselndem Modus vom spanischen Verband, der Real Federación Española de Fútbol, organisiert. Rekordmeister ist Real Madrid mit 12 Titeln. Seit der Saison 2014/15 qualifiziert sich der Sieger der Copa de Campeones als spanischer A-Jugend-Meister für den Meisterschaftsweg der UEFA Youth League.

## Austragungsmodus

### Ligamodus (1985–1995)
Mit der Gründung einer nationalen A-Jugendmeisterschaft im Jahr 1986 wurde auch erstmals ein Meister ermittelt. Die erste Division, genannt División de Honor Juvenil, bestritten 16 Mannschaften im Ligamodus mit Hin- und Rückspiel. Das Team, das nach 32. Spieltagen die meisten Punkte erreichte, gewann die Meisterschaft.

### Turniermodus (seit 1995)
Die erste Copa de Campeones im Turniermodus wurde bereits nach Abschluss der Saison 1994/95 in Linares veranstaltet. Teilnehmer waren Racing Santander, der FC Barcelona, CA Osasuna, der FC Sevilla, Real Madrid und CD Teneriffa. Den Titel gewann Real Madrid, das sich im Endspiel gegen den FC Sevilla durchsetzen konnte. 
Um dem Problem der langen und kostspieligen Reisen, die ein gesamtstaatlicher Ligamodus mit sich führt, Abhilfe zu verschaffen, entschloss sich der spanische Verband ab der Saison 1995/96 dazu die Liga in mehrere Staffeln aufzuteilen. Die División de Honor Juvenil ist seither in sieben (bis 2006 noch sechs) nach regionaler Nähe zusammengestellte Gruppen zu je 16 Teams aufgeteilt. Diese spielen ein Rundenturnier mit Hin- und Rückspiel. Die sieben Meister der Regionalgruppen qualifizieren sich für die Copa de Campeones. Diese wird im Anschluss an die Ligen im Turniermodus an einem vom Verband gewählten Ort ausgetragen. In der Regel werden zwei Gruppen gebildet, in denen jeder gegen jeden spielt, die beiden Bestplatzierten qualifizieren sich für das Halbfinale, ab dem im K.-o.-System der Meister ermittelt wird.

## Bisherige Meister
Ligamodus (1986–1995)
| Saison  | Meister         | 2. Platz        |
| ------- | --------------- | --------------- |
| 1986/87 | Real Madrid     | FC Barcelona    |
| 1987/88 | Real Madrid     | FC Barcelona    |
| 1988/89 | Athletic Bilbao | CA Osasuna      |
| 1989/90 | Real Madrid     | Betis Sevilla   |
| 1990/91 | FC Sevilla      | FC Barcelona    |
| 1991/92 | Athletic Bilbao | Real Madrid     |
| 1992/93 | Real Madrid     | Real Valladolid |
| 1993/94 | FC Barcelona    | FC Valencia     |
| 1994/95 | FC Sevilla      | FC Barcelona    |

Turniermodus „Copa de Campeones“ (seit 1995)
| Saison    | Ort                                     | Meister                                 | Ergebnis                                | Finalist                                |
| --------- | --------------------------------------- | --------------------------------------- | --------------------------------------- | --------------------------------------- |
| 1994/95   | Linares                                 | Real Madrid                             | 4:1                                     | FC Sevilla                              |
| 1995/96   | Puertollano                             | Deportivo La Coruña                     | 2:1                                     | Real Madrid                             |
| 1996/97   | Almendralejo                            | Real Madrid                             | 2:0                                     | FC Sevilla                              |
| 1997/98   | Donostia-San Sebastián                  | Real Sociedad                           | 2:1                                     | FC Valencia                             |
| 1998/99   | Alicante                                | Real Sociedad                           | 0:0 (4:3 i. E.)                         | FC Sevilla                              |
| 1999/2000 | Albacete                                | Real Madrid                             | 4:2                                     | FC Barcelona                            |
| 2000/01   | Sevilla                                 | CA Osasuna                              | 1:0                                     | Atlético Madrid                         |
| 2001/02   | Almería                                 | Atlético Madrid                         | 3:0                                     | Real Saragossa                          |
| 2002/03   | Cambrils                                | FC Málaga                               | 2:0                                     | Espanyol Barcelona                      |
| 2003/04   | Guadalajara                             | Sporting Gijón                          | 0:0 (4:1 i. E.)                         | Espanyol Barcelona                      |
| 2004/05   | Las Rozas                               | FC Barcelona                            | 3:1                                     | Sporting Gijón                          |
| 2005/06   | León                                    | Real Madrid                             | 1:0                                     | Real Valladolid                         |
| 2006/07   | Antequera                               | FC Valencia                             | 3:1                                     | Real Madrid                             |
| 2007/08   | Colmenar Viejo                          | Espanyol Barcelona                      | 2:1                                     | FC Villarreal                           |
| 2008/09   | Almuñécar                               | FC Barcelona                            | 2:0                                     | Celta Vigo                              |
| 2009/10   | Benidorm                                | Real Madrid                             | 3:1                                     | FC Valencia                             |
| 2010/11   | Lepe                                    | FC Barcelona                            | 3:1                                     | Real Madrid                             |
| 2011/12   | Lepe                                    | FC Sevilla                              | 1:0                                     | Espanyol Barcelona                      |
| 2012/13   | Vigo                                    | FC Sevilla                              | 3:2                                     | Celta Vigo                              |
| 2013/14   | Vera                                    | Real Madrid                             | 1:1 (7:6 i. E.)                         | Real Sociedad                           |
| 2014/15   | Almuñécar                               | FC Villarreal                           | 3:2                                     | Espanyol Barcelona                      |
| 2015/16   | Vera                                    | FC Málaga                               | 1:1 (3:0 i. E.)                         | FC Sevilla                              |
| 2016/17   | Ourense                                 | Real Madrid                             | 1:0 n. V.                               | FC Málaga                               |
| 2017/18   | Ciudad Real                             | Atlético Madrid                         | 3:1                                     | Sporting Gijón                          |
| 2018/19   | Vigo                                    | Real Saragossa                          | 0:0 (7:6 i. E.)                         | FC Villarreal                           |
| 2019/20   | Aufgrund der COVID-19-Pandemie abgesagt | Aufgrund der COVID-19-Pandemie abgesagt | Aufgrund der COVID-19-Pandemie abgesagt | Aufgrund der COVID-19-Pandemie abgesagt |
| 2020/21   | Marbella                                | Deportivo La Coruña                     | 3:1                                     | FC Barcelona                            |
| 2021/22   | Las Rozas                               | FC Barcelona                            | 2:0                                     | Athletic Bilbao                         |
| 2022/23   | Las Rozas                               | Real Madrid                             | 3:1                                     | Betis Sevilla                           |

## Titel nach Klub
| Klub                | Meister | 2. Platz | Meisterjahre                                                                                               |
| ------------------- | ------- | -------- | --- |
| Real Madrid         | 12      | 4        | 1986/87, 1987/88, 1989/90, 1992/93, 1994/95, 1996/97, 1999/00, 2005/06, 2009/10, 2013/14, 2016/17, 2022/23 |
| FC Barcelona        | 5       | 6        | 1993/94, 2004/05, 2008/09, 2010/11, 2021/22                                                                |
| FC Sevilla          | 4       | 4        | 1990/91, 1994/95, 2011/12, 2012/13                                                                         |
| Athletic Bilbao     | 2       | 1        | 1988/89, 1991/92                                                                                           |
| Real Sociedad       | 2       | 1        | 1997/98, 1998/99                                                                                           |
| FC Málaga           | 2       | 1        | 2002/03, 2015/16                                                                                           |
| Atlético Madrid     | 2       | 1        | 2001/02, 2017/18                                                                                           |
| Deportivo La Coruña | 2       | 0        | 1995/96, 2020/21                                                                                           |
| Espanyol Barcelona  | 1       | 4        | 2007/08 |
| FC Valencia         | 1       | 3        | 2006/07 |
| Sporting Gijón      | 1       | 2        | 2003/04 |
| FC Villarreal       | 1       | 2        | 2014/15 |
| CA Osasuna          | 1       | 1        | 2000/01 |
| Real Saragossa      | 1       | 1        | 2018/19 |
| Real Valladolid     | 0       | 2        | |
| Celta Vigo          | 0       | 2        | |
| Betis Sevilla       | 0       | 2        | |